# 角形分子構型

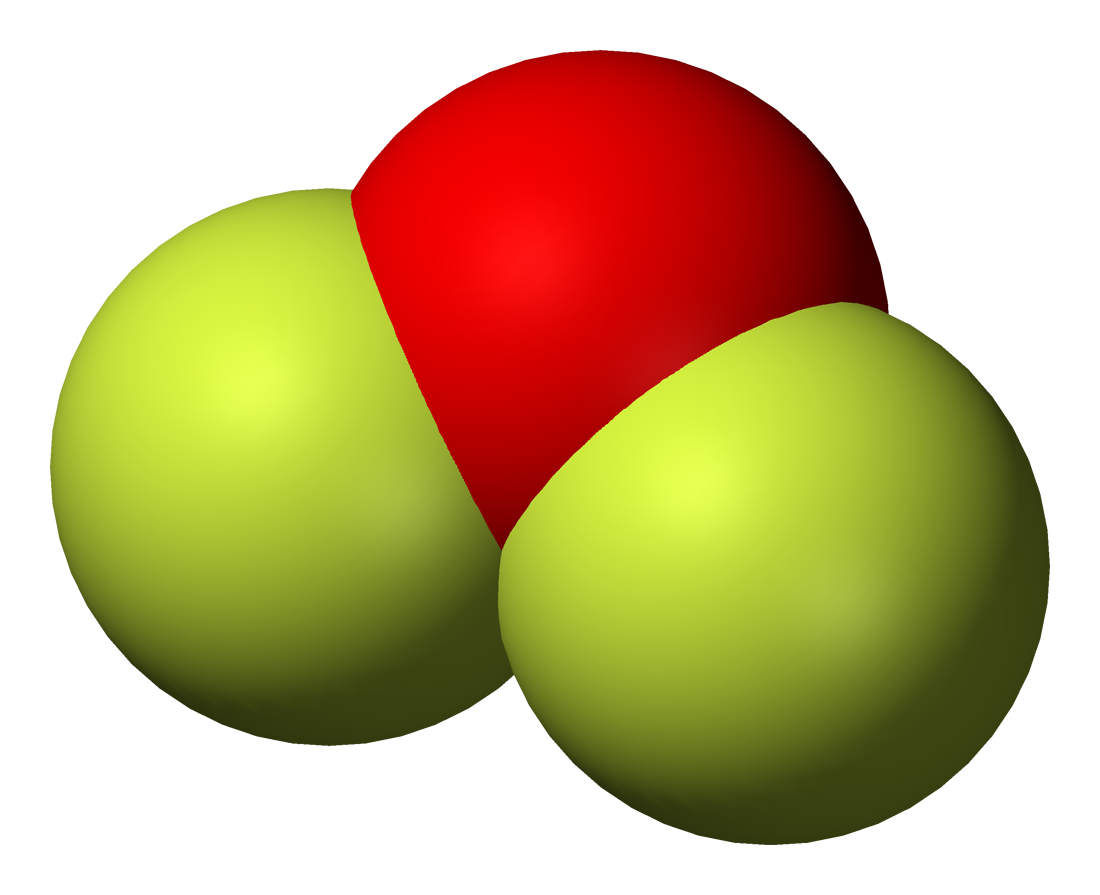
二氟化氧的分子即為角形分子構型

角形分子構型是分子結構中的一種，可以用來描述三個原子的分子，三個原子之間形成二個鍵，但所有原子不處在一條直線上，因此有不為180度的鍵角。
角形分子構型可能是由四面体形分子构型衍生而來，只是鍵結的二個原子改為孤對電子，理想的鍵角為109.5°，不過也常出現105°、107°及109°的鍵角。角形分子構型也可能是由平面三角形分子构型衍生而來，而鍵結的一個原子改為孤對電子。一些原子（例如氧）因為存在孤對電子，常常會形成角形分子構型。H2O就是一種角形分子的例子。其鍵角大約為104.45度。
只由主族元素構成的三原子分子或離子，若中心原子和其他原子沒有形成雙鍵，也不是超價分子，常常會是角形分子構型，例如二氧化氮、二氯化硫及CH2離子，角形分子構型可以用价层电子对互斥理论（VSEPR）來說明。